# Trofeu César & Tècniques
El Trofeu César & Tècniques, nom original en francès Trophée César & Techniques, és un premi que atorga l'Acadèmia de les Arts i Tècniques del Cinema de França. El premi va ser entregat per primera vegada l'any 2011.
Aquest premi honora el sector tècnic del cinema. Les persones físiques ja son premiades a les diferents categories dels César (vestuari, muntatge, fotografia, etc...), però aquest premi en fa ressò dels proveïdors de serveis tècnics.
Segons el seu reglament aquest premi «pretén premiar cada any una empresa del sector del cinema tècnic a
França, per la seva capacitat per promoure un esdeveniment o una estratègia de desenvolupament especialment sinèrgica amb el
sector cinematogràfic, o una contribució particular a la creació cinematogràfica durant l'any passat».
Per ser escullida per aquest premi una empresa ha de estar domiciliada a França, i haver participat en alguna pel·lícula elegible pels Premis César
Aquest premi, encara que atorgat per l'Acadèmie i englobat dins dels César, no es lliura a la mateixa cerimònia, sino a un sopar anomenat Soirée César & Techniques.

## Palmarès
- Font: Pàgina oficial del premi.

### Dècada del 2010
| Any                  | Empresa                                         | Especialitat |
| -------------------- | ----------------------------------------------- | ------------ |
| 2011                 |                                                 |              |
| Archipel Productions | Postproducció.                                  |              |
| 2012                 |                                                 |              |
| Mikros Image         | Efectes visuals, animació i postproducció.      |              |
| 2013                 |                                                 |              |
| Mikros Image         | Efectes visuals, animació i postproducció.      |              |
| 2014                 |                                                 |              |
| Transpalux           | Il·luminació.                                   |              |
| 2015                 |                                                 |              |
| Poly Son             | Postproducció d'àudio.                          |              |
| 2016                 |                                                 |              |
| M141                 | Postproducció.                                  |              |
| 2017                 |                                                 |              |
| Tapages & Nocturnes  | Lloguer i venda d'equips d'àudio professionals. |              |
| 2018                 |                                                 |              |
| Mikros Image         | Efectes visuals, animació i postproducció.      |              |
| 2019                 |                                                 |              |
| Poly Son             | Postproducció d'àudio.                          |              |

### Dècada del 2020
| Any                       | Empresa                                              | Especialitat |
| ------------------------- | ---------------------------------------------------- | ------------ |
| 2020                      |                                                      |              |
| Transpalux Studios de Bry | Proveïdor d'equips audiovisuals. Estudis de rodatge. |              |
| 2021                      |                                                      |              |
| CLSFX Atelier 69          | Efectes especials, maquillatge i animatrònica.       |              |
| 2022                      |                                                      |              |
| Micro Climat Studios      | Postproducció.                                       |              |
| 2023                      |                                                      |              |
| MPC Studio Paris          | Efectes visuals i animació.                          |              |
| 2024                      |                                                      |              |
| Poly Son                  | Postproducció d'àudio.                               |              |
| 2025                      |                                                      |              |
| TSF Studios               | Estudis i mitjans tècnics de rodatge.                |              |